# Reserva Biológica de Araras
Localizada em Araras (Petrópolis), a Reserva biológica de Araras abrange cerca de 3.862,33 hectares. Ela está incluída na Área de Proteção Ambiental. Dividida entre Petrópolis e Miguel Pereira, a reserva foi criada para proteger a mata atlântica remanescente e o corredor ecológico entre a Serra do Mar e a Serra dos Órgãos. A sede da Reserva fica localizada no distrito de Araras em Petrópolis.

## Hidrografia
A rede hidrográfica é formada pelos rios : Araras, Santana, Cidade e Vargem Grande. Todos estes se dirigem para o Rio Piabanha que é um importante afluente do Rio Paraíba do Sul. Outros pequenos rios drenam para o Rio Fagundes.

## Fauna
Existem exemplares da Onça parda, Jaguatirica, paca, bugio, Ouriço-preto e muitos outros mamíferos. Sua avifauna, destaca-se a Sabiá-laranjeira, Tiê-sangue, Trinca-ferro entre outros.